# Ульяновский могильник
Ульяновский могильник — археологический памятник, находится в центре города Ульяновск. С 1974 года — объект археологического наследия Ульяновской области федерального значения.
 Объект культурного наследия народов РФ федерального значения. Рег. № 731540269080006 (ЕГРОКН). Объект № 7310007000 (БД Викигида)

## Географическое положение
Могильник расположен в сквере у старого здания Дворца книги имени В. И. Ленина на углу улиц Коммунистической (ныне Площадь Ленина) и Ульянова (ныне пер. Карамзина). Обнаружен при проведении земляных работ по благоустройству на глубине около 50 сантиметров. Было определено, что часть могильника располагается под зданием библиотеки.

## История
Археологический памятник был обнаружен в 1969 году, при проведении земляных работ, доцентом  Ульяновского пединститута по археологи Г. М. Буровым. Было раскопано несколько захоронений. Вместе с костяками был найден железный наконечник стрелы. Погребения были совершены по мусульманскому обряду, характерному для волжских булгар домонгольского периода. В 2009 году были найдены ещё два погребения Ульяновского могильника, в том числе парное, которые были исследованы Ю. А. Семыкиным.

### Охранный статус
Памятник археологии охраняется государством в соответствии с Постановлением Совета Министров РСФСР от 04.12.1974 г. № 624 «О дополнении и частичном изменении Постановления Совета Министров РСФСР от 30 августа 1960 г. № 1327 "О дальнейшем улучшении дела охраны памятников культуры в РСФСР"», Могильник, IX — XI вв., является объектом археологического наследия Ульяновской области федерального значения.